# Acte criminel
Pour les articles homonymes, voir Acte criminel (homonymie).
Dans les juridictions de common law (ex. : Canada, États-Unis, Royaume-Uni, Irlande, Australie, Nouvelle-Zélande, Inde), un acte criminel (indictable offence) constitue une des deux classifications du crime et la plus importante relativement au degré de gravité qui lui est attribué. C'est une infraction criminelle pour laquelle une poursuite ne peut être intentée que par voie de mise en accusation. Cette dernière s'effectue lorsqu'un acte d'accusation est déposé devant un tribunal, lors d'une audition préalable, après qu'une enquête préliminaire ou qu'un grand-jury a amassé suffisamment d'éléments de preuve pour conclure prima facie à la perpétration d'un acte criminel.
Dans les poursuites pour actes criminels, l'accusé a normalement le droit de subir son procès devant jury, à moins qu'il ne renonce à ce droit. Contrairement aux autres pays de common law, les États-Unis utilisent le terme « felony » (félonie) pour définir une infraction criminelle de gravité similaire, bien qu'une poursuite doive aussi être intentée par voie de mise en accusation.
En plus de l'acte criminel se trouve l'infraction punissable sur déclaration de culpabilité par procédure sommaire (summary offence). Aux États-Unis, une infraction d'importance similaire sera toutefois désignée par le terme « misdemeanor » (méfait). Ce type d'infraction criminelle est d'un degré de gravité moins élevé que l'acte criminel par rapport à l'attribution qui lui est faite.
De plus, dans certaines juridictions de common law (ex : Canada et États-Unis), certaines infractions criminelles peuvent être traitées comme des « infractions sujettes à option ». Autrement dit, après décision du procureur général ou de ses substituts, elles peuvent faire l'objet de poursuites soit par voie sommaire de la déclaration de culpabilité ou par voie de mise en accusation.
Il existe différents types d'actes criminels :
-Le harcèlement criminel qui est le comportement qui consiste à suivre une personne tout en la harcelant.
-L'agression sexuelle qui concerne la violence sexuelle et les activités sexuelles sans consentement.
-La conduite d'un véhicule avec des facultés affaiblies.
-Le vol et autres crimes contre les biens comme le vol de voiture, le vandalisme ou encore l'introduction par effraction.
-Les violences et menaces physiques : la maltraitance physique.
Au Québec, il est possible de se référer au Code Criminel pour savoir si une infraction est un acte criminel. Dès lors qu'il y a une violation de la loi, il y a une procédure judiciaire et une peine spécifiques qui sont prévues.
Il y a deux sous catégories de crimes au Québec : les actes sérieux qui sont appelés les actes criminels et les actes moins sérieux qui sont appelés les infractions punissables sur déclaration de culpabilité par procédure sommaire.